# I Wonder as I Wander

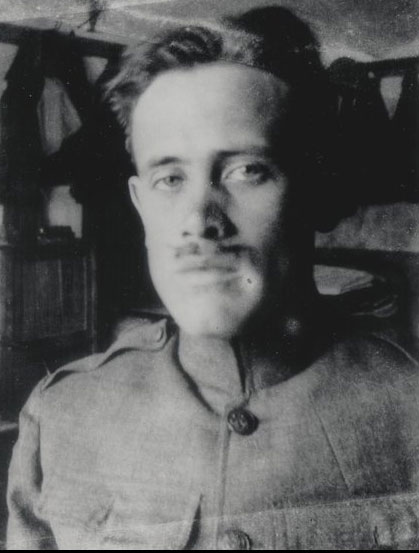
John Jacob Niles

I wonder as I wander (“Mi chiedo mentre vago”) è una celebre canzone natalizio statunitense, adattamento del 1933 di un canto popolare della Carolina del Nord, ad opera del cantante e folklorista John Jacob Niles (1892 – 1980), da cui fu pubblicata l'anno seguente in  Songs of the Hill Folk .
Pur essendo il brano di origine popolare, la paternità è stata tuttavia ufficialmente riconosciuta a Niles, che ottenne i diritti d'autore per lo sfruttamento dello stesso.

## Storia
John Jacob Niles - secondo quanto racconta egli stesso nella sua autobiografia -  il 16 luglio 1933, si trovava a Murphy, una cittadina degli Appalachi, nel Nord Carolina, per partecipare ad un convegno tenuto da alcuni protestanti, quando udì una ragazza di nome Annie Morgan cantare un brano popolare:  Niles, che, oltre ad essere un cantante, era anche un raccoglitore di canzoni popolari, chiese alla ragazza, in cambio di ¼ di dollaro, di ripetere il canto più volte, per poterlo trascrivere.
Basandosi su questo frammento, Niles scrisse la versione oggi nota di I Wonder As I Wonder, ampliando il testo e modificando parzialmente la melodia:  la composizione terminò il 4 ottobre 1933. Prima di pubblicarla nella raccolta  Songs of the Hill Folk , uscita nel 1934, Niles interpretò il brano il 19 dicembre 1933 alla John C. Campbell Folk School di Brasstown, nel Nord Carolina. In seguito, dato che la maggior parte delle persone riteneva che si trattasse di un brano popolare, Niles ne rivendicò la paternità.

## Testo
Il testo si compone di tre strofe, di 4 versi ciascuna. Nella prima strofa ci si chiede come Gesù possa essere venuto al mondo per morire per l'umanità. Nelle altre strofe, si parla invece degli eventi relativi alla Natività.

## Versioni discografiche
Il brano è stato inciso, tra gli altri, da:
Cathy Berberian - Folk Songs arr. Luciano Berio
- Julie Andrews ( Christmas with Julie Andrews , 1962)
- Joan Baez (1966)
- Kurt Bestor
- BBC Singers (2005)
- Naomi Burnett (2007)
- Canadian Brass
- Harry Connick Jr. (2003)
- Rita Costanzi
- The Countdown Kids
- Plácido Domingo
- Theresa Donohoo
- Eccentric Opera
- James Galway con i BBC Singers e la Royal Philharmonic Orchestra (1985)
- Burl Ives ( Folk Songs Dramatic and Humorous , 1953)
- Mahalia Jackson (1956)
- Jewel ( Joy: A Holiday Collection , 1999)
- Gladys Knight
- The King's Singers (1989)
- Philip Ledger (1981)
- Sam Levine
- The London Symphony Orchestra
- The Manhattan Strings
- National Philharmonic Orchestra
- John Jacob Niles
- Linda Ronstadt (2000)
- John Rutter e le Cambridge Sisters (1985)
- David Schnaufer
- Kevin B. Selby
- Spring Awakening (2008)
- Jo Stafford (1950)
- Barbra Streisand (1967)
- Dawn Upshaw nel CD Ayre di Osvaldo Golijov, (2005)
- Joyce Valentine
- Tichina Vaughn
- Walt Wagner
- Westminster Abbey Choir
- Josh White (2008)
- Vanessa L. Williams (1996)